# Marquesat de Sentmenat

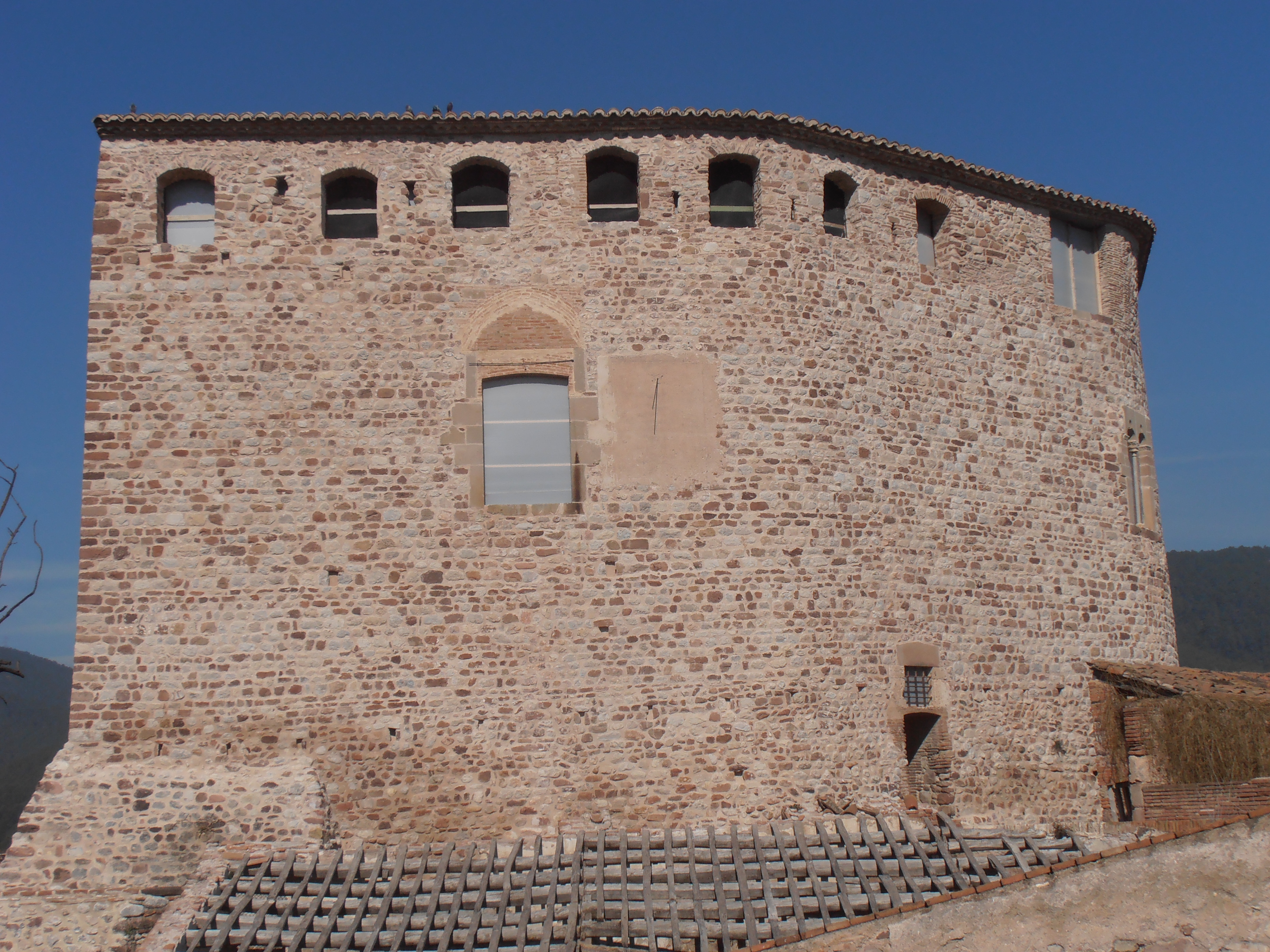
Castell de Sentmenat al Vallès Occidental.

El Marquesat de Sentmenat és un títol nobiliari espanyol creat pel rei Carles II el 20 de desembre de 1699 a favor de Joan de Sentmenat i de Toralla (†1751), Comissari de l'Exèrcit de Catalunya, nomenat posteriorment gentilhome de cambra pel rei Felip V. El 7 de desembre de 1880, el rei Alfons XII va atorgar Grandesa d'Espanya al V marquès, Joaquim Maria de Sentmenat i de Vilallonga, Senador del Regne, i als seus descendents.
Els Sentmenat són un antic llinatge català els antecedents del qual es remunten, almenys, a 1148, quan Pere de Sentmenat va participar en la conquesta de Tortosa, i a 1212 quan un altre membre del llinatge va participar en la batalla de les Navas de Tolosa.
Al mateix llinatge que el I marquès de Sentmenat pertany Manuel de Sentmenat-Oms de Santa Pau i de Lanuza (1651-1710), a qui el rei Carles II li va concedir el Marquesat de Castelldosrius. Posteriorment Felip V el va nomenar Gran d'Espanya en 1701 i vintè tercer virrei del Perú (1707-1710).
El seu actual titular és Joaquín Sagnier de Sentmenat, X marquès de Sentmenat i Gran d'Espanya.
Tingueren la seva residència al Castell de Sentmenat i, posteriorment, a Barcelona, on encara resta l'antic Palau dels Sentmenat, ara com a seu de l'escola Eina.

## Marquesos de Sentmenat
|                     | Titular                                             | Període             |
| Creat per Carles II | Creat per Carles II                                 | Creat per Carles II |
| ------------------- | --------------------------------------------------- | ------------------- |
| I                   | Joan de Sentmenat i de Toralla                      | 1699-1724           |
| II                  | Francesc de Sentmenat i d'Agulló-Pinós              | 1724-1762           |
| III                 | Joan de Sentmenat i de Boxadors                     | 1762-1781           |
| IV                  | Francesc de Paula Gassol de Sentmenat i de Clariana | 1781-1845           |
| V                   | Joaquim María Gassol de Sentmenat i de Villalonga   | 1845-1884           |
| VI                  | Ramon Maria de Sentmenat i Despujol                 | 1884-1892           |
| VII                 | Joaquim de Sentmenat i Patiño                       | 1892-1924           |
| VIII                | Joaquim de Sentmenat i de Sarriera                  | 1924-1968           |
| IX                  | Maria Mercedes de Sentmenat i Sarriera              | 1970-1992           |
| X                   | Joaquín Sagnier i de Sentmenat                      | 1994-2021           |

## Història dels marquesos de Sentmenat
- Joan de Sentmenat i de Toralla (1650-1724), I marquès de Sentmenat.

1. Casat amb Maria d'Agulló-Pinós i de Sagarriga, filla del primer  marquès de Gironella. El succeí el seu fill:

- Francesc de Sentmenat i d'Agulló-Pinós (1697-1762), II marquès de Sentmenat.

1. Casat amb Maria Teresa de Boxadors i Sureda de San Martí. El succeí el seu fill:

- Joan de Sentmenat i de Boxadors (1728-1781), III marquès de Sentmenat.

1. Casat amb Maria Teresa Josefa de Clariana de Montaner i Sanglada, V marquesa de Ciutadilla,  IV Comtessa de Múnter. El succeí el seu fill:

- Francesc de Paula Gassol de Sentmenat i de Clariana de Montaner (1764-1845), IV marquès de Sentmenat, VI marquès de Ciutadilla,  V Comte de Múnter.

1. Casat amb Maria Antònia de Vilallonga i Grimau. El succeí el seu fill:

- Joaquim Maria Gassol de Sentmenat i de Villalonga (1800-1884), V marquès de Sentmenat, VII marquès de Ciutadilla,  VI Comte de Múnter, Gran d'Espanya.

1. Casat amb Maria del Pilar Despujol i Ferrer de Sant Jordi.

En el comtat de Múnter el succeí el seu fill primogènit Joaquim de Sentmenat i Despujol, VII comte de Múnter, qui va morir sense descendència, succeint-lo el seu nebot Joaquim de Sentmenat i Patiño (1863-1924), fill del seu germà Ramon Maria de Sentmenat i Despujol (1829-1892).
En el Marquesat de Sentmenat, Marquesat de Ciutadilla i Grandesa d'Espanya el succeí el seu fill:
- Ramon Francesc de Sentmenat i Despujol (1829-1892), VI marquès de Sentmenat, VIII marquès de Ciutadilla, Gran d'Espanya.

1. Casat amb Inés de Patiño i de Osorio. El succeí el seu fill:

- Joaquim de Sentmenat i de Patiño (1863-1924), VII marquès de Sentmenat, IX marquès de Ciutadilla,  VIII Comte de Múnter, Gran d'Espanya

1. Casat amb Joaquina de Sarriera i de Vilallonga. El succeí el seu fill:

- Joaquim de Sentmenat i de Sarriera (1893-1968), VIII marquès de Sentmenat, X marquès de Ciutadilla, Gran d'Espanya

1. Casat amb María de la Soledad Osorio de Moscoso i Reynoso (1901-1975), IV duquessa de Santángelo i Gran d'Espanya. Era filla de Francisco de Asís Osorio de Moscoso i Jordán de Urríes, XIX duc de Sessa, XIX duc de Maqueda, XIX marquès d'Astorga, XII marquès de l'Àguila, XXI comte de Trastámara, XVI comte d'Altamira, XXI comte de Cabra, i de María de los Dolores Reynoso i Queralt, XI comtessa de Fuenclara. Sense descendència. El succeí la seva germana:

- María de las Mercedes de Sentmenat i de Sarriera (1899-1992), IX marquesa de Sentmenat, XI marquesa de Ciutadilla,  IX Comtessa de Múnter, Gran d'Espanya

1. Casada amb Antonio Sagnier i Costa (1887-1938).

En el Comtat de Múnter la succeí el seu fill petit: Luis Sagnier i de Sentmenat (1933-2005), X comte de Múnter.
En els altres títols, la succeí el seu fill gran:
- Joaquín Sagnier i de Sentmenat (†2021), X marquès de Sentmenat, XII marquès de Ciutadilla, Gran d'Espanya

1. Casat en primeres noces amb María del Pilar de Taramona i de Sarriera (1933-1991), i del seu matrimoni van néixer: Alejandra, Joaquín (XIII marquès de Ciutadilla), Antonio i Alonso Sagnier i de Taramona.
2. Casat en segones noces amb María Victoria Monche i Maristany (1944).

Actual titular.
- Alejandra Sagnier i de Taramona (1959-), la filla de l'anterior ha sol·licitat (BOE 03/06/2022) la successió al marquesat de Sentmenat d'acord a la Llei 33/2006.